# Bolles+Wilson

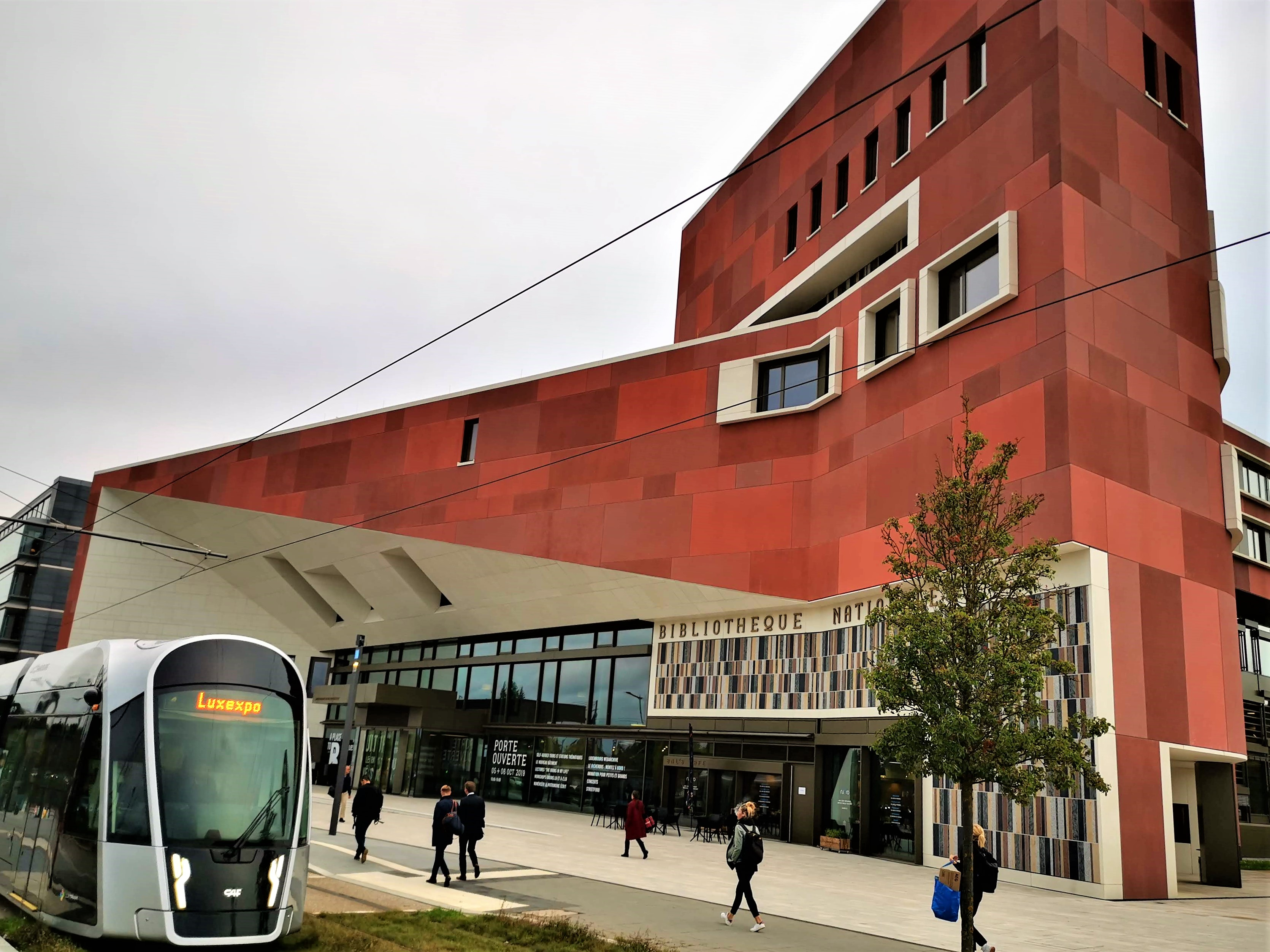
Biblioteca nacional de Luxemburgo (2014-2019)

Bolles + Wilson es un estudio de arquitectura fundado por Julia Bolles y Peter Wilson, primero establecido en Londres en 1980 y posteriormente trasladado a Münster en 1989, donde se encuentra en la actualidad.
Los dos socios fundadores estudiaron en la Architectural Association de Londres. Julia Bolles nació en 1948 en Münster y estudió en el Instituto Tecnológico de Karlsruhe hasta 1976, para, posteriormente, trasladarse a la AA de Londres. Desde 1996 ha impartido clases de diseño arquitectónico en  la Fachhochschule Münster. Peter Wilson nació en 1950 en Melbourne y estudió en la Universidad de Melbourne desde 1969 a 1971, antes de pasar a la AA, donde se graduó en 1974. En 2013 recibió la Medalla de Oro del Instituto Australiano de Arquitectos.
Cada uno de sus proyectos se desarrolla buscando una solución individual considerando tanto la cultura del lugar como el contexto urbanístico y buscando mejorar estos aspectos. La forma del edificio en cada caso viene condicionada por el programa. Actualmente cuentan con proyectos en Albania, Australia, Dinamarca, Italia, Japón, Corea del Sur, Líbano, los Países Bajos y Reino Unido.

## Proyectos destacados
- Casa Suzuki (Tokio)[4]
- Teatro Luxor (Róterdam)[5]
- Biblioteca de Münster
- Plan maestro para Hamburgo
- Plan maestro para Tirana
- Plan maestro para Monteluz